# Eric Wilson (Footballspieler, 1994)
Eric André Wilson (geboren am 26. September 1994 in Cleveland, Ohio) ist ein US-amerikanischer American-Football-Spieler auf der Position des Linebackers. Er spielte College Football für die University of Cincinnati. Von 2017 bis 2020 stand Wilson bei den Minnesota Vikings in der National Football League (NFL) unter Vertrag, für die er auch seit 2025 wieder aktiv ist. Zwischenzeitlich spielte er für die Philadelphia Eagles, die Houston Texans und die Green Bay Packers.

## College
Wilson wurde in Cleveland, Ohio, geboren. Er wuchs in Redford in Michigan auf und ging dort auf die Lee M. Thurston High School. Dort spielte er Football und Basketball, außerdem war er als Leichtathlet aktiv. Er erhielt mehrere Stipendienangebote von College-Football-Programmen, darunter Northwestern, West Virginia, Central Michigan, Toledo and Army. Er entschied sich für Northwestern und absolvierte dort 2012 zunächst ein Redshirt-Jahr. An der Northwestern University wohnte Wilson mit dem späteren Vikings-Spieler Ifeadi Odenigbo zusammen. Danach entschloss er sich zu einem Wechsel auf die University of Cincinnati. Zunächst musste er gemäß den Transferbestimmungen der NCAA eine Saison aussetzen, bevor er ab 2014 für die Cincinnati Bearcats spielen durfte. Für die Bearcats bestritt Wilson 38 Spiele, davon 24 als Starter. In seinem Jahr als Senior erzielte er 126 Tackles und drei Sacks. Wilson wurde 2016 in das All-Star-Team der American Athletic Conference (AAC) gewählt sowie als Most Valuable Player (MVP) seines Teams ausgezeichnet.

## NFL
Wilson wurde im NFL Draft 2017 nicht ausgewählt und im Anschluss als Undrafted Free Agent von den Minnesota Vikings unter Vertrag genommen.
Er spielte drei Jahre lang überwiegend in den Special Teams und konnte sich außerdem zunehmend als dritter Linebacker hinter Eric Kendricks und Anthony Barr etablieren. Nach dem Auslaufen seinen Vertrages nach der Saison 2019 belegten die Vikings Wilson mit einem Second-Round Tender, den er am 8. Mai 2020 unterschrieb. Damit erhielt Wilson 3,26 Millionen Dollar für die Saison 2020.
Da eine Verletzung die Saison von Stammspieler Anthony Barr am 2. Spieltag vorzeitig beendete, wurde Wilson zum Starter. Nachdem er im Spiel gegen die Indianapolis Colts für den verletzten Barr eingewechselt wurde, gelang Wilson direkt seine erste Interception in der NFL, indem er einen Pass von Philip Rivers abfing.
Im April 2021 unterschrieb Wilson einen Einjahresvertrag bei den Philadelphia Eagles. Er kam in sieben Spielen für die Eagles zum Einsatz und erzielte dabei 43 Tackles sowie eine Interception. Nach dem achten Spieltag entließen die Eagles Wilson. Daraufhin nahmen die Houston Texans ihn über die Waiver-Liste unter Vertrag.
Im Mai 2022 nahmen die New Orleans Saints Wilson unter Vertrag. Er schaffte es nicht in den 53-Mann-Kader der Saints, wurde aber in den Practice Squad aufgenommen. Am 4. Oktober 2022 verpflichteten die Green Bay Packers Wilson für ihren aktiven Kader. Am 25. März 2023 verlängerte Wilson seinen Vertrag bei den Packers. Er war bei den Packers überwiegend Special Teamer, bevor er in der Saison 2024 12 von 17 Spielen als Starter bestritt.
Im März 2025 kehrte Wilson nach Ablauf seines Vertrages in Green Bay zu den Minnesota Vikings zurück.

### NFL-Statistiken
| Saison                             | Saison | Spiele | Spiele      | Tackles | Tackles | Tackles | Tackles | Interceptions | Interceptions | Interceptions | Interceptions | Interceptions | Fumbles | Fumbles | Fumbles |
| Jahr                               | Team   | Spiele | als Starter | Gesamt  | Solo    | Ast     | Sacks   | PD            | INT           | Yds           | Lng           | TD            | FF      | FR      | TD      |
| ---------------------------------- | ------ | ------ | ----------- | ------- | ------- | ------- | ------- | ------------- | ------------- | ------------- | ------------- | ------------- | ------- | ------- | ------- |
| 2017                               | MIN    | 16     | 0           | 8       | 5       | 3       | 0,0     | 0             | 0             | 0             | 0             | 0             | 1       | 0       | 0       |
| 2018                               | MIN    | 16     | 4           | 42      | 31      | 11      | 2,0     | 0             | 0             | 0             | 0             | 0             | 0       | 0       | 0       |
| 2019                               | MIN    | 16     | 6           | 62      | 36      | 26      | 3,0     | 0             | 0             | 0             | 0             | 0             | 0       | 1       | 0       |
| 2020                               | MIN    | 16     | 15          | 122     | 62      | 60      | 3,0     | 8             | 3             | 23            | 16            | 0             | 1       | 2       | 0       |
| 2021                               | PHI    | 7      | 2           | 43      | 18      | 25      | 0,0     | 1             | 1             | 7             | 7             | 0             | 0       | 0       | 0       |
| 2021                               | HOU    | 7      | 0           | 3       | 2       | 1       | 0,0     | 0             | 0             | 0             | 0             | 0             | 0       | 0       | 0       |
| 2022                               | GB     | 13     | 0           | 17      | 9       | 8       | 1,0     | 0             | 0             | 0             | 0             | 0             | 0       | 0       | 0       |
| 2023                               | GB     | 17     | 0           | 31      | 16      | 15      | 0,0     | 0             | 0             | 0             | 0             | 0             | 0       | 0       | 0       |
| 2024                               | GB     | 17     | 12          | 72      | 38      | 34      | 2,0     | 2             | 1             | 0             | 0             | 0             | 1       | 0       | 0       |
| Gesamt                             | Gesamt | 125    | 39          | 400     | 217     | 183     | 11,0    | 11            | 5             | 30            | 16            | 0             | 3       | 3       | 0       |
| Quelle: pro-football-reference.com |        |        |             |         |         |         |         |               |               |               |               |               |         |         |         |